# Mimosa inamoena
Mimosa inamoena är en ärtväxtart som beskrevs av George Bentham. Mimosa inamoena ingår i släktet mimosor, och familjen ärtväxter. Inga underarter finns listade i Catalogue of Life.